# Agence de prévention et de lutte contre la corruption
L'Agence de prévention et de lutte contre la corruption (APLC) est un établissement public et service spécialisé au sein du cabinet de la présidence de la république démocratique du Congo crée par l'ordonnance N° 20/013 bis du 17 mars 2020 rendue publique la nuit du 28 et 29 mars 2020, ayant pour mission principale la prévention et la lutte contre toute forme de corruption, comme l'indique son nom. Remplaçant ainsi à l’ancien bureau du conseil spécial de la présidence chargé de lutte contre la corruption, le terrorisme et blanchiment des capitaux crée par l'ordonnance N° 16/065 du 14 juillet 2016,,.

## Histoire
À la suite des multiples demandes formulées par les ONG du pays auprès du président de la république démocratique du Congo, notamment celle de la coalition des ONG dénommée « Le Congo n’est pas à Vendre » faite le 9 décembre 2019 rappelant sur la matérialisation des promesses faites à la première édition de la journée africaine de lutte contre la corruption, la nuit du 28 et 29 mars 2020 une ordonnance présidentielle est rendue publique par le biais de monsieur Kasongo Mwema, portant création de trois établissements publics dont « L'agence de prévention et de lutte contre la corruption »,.
En décembre 2020, le coordonnateur de l'APLC, Ghislain Kikangala, est placé en garde à vue pendant 24 heures par le parquet général dans le cadre d'une enquête sur l'extorsion de 30 000 dollars à une banque. Deux directeurs de l'APLC sont aussi impliqués dans cette affaire.

## Mission
L'Agence de prévention et de lutte contre la corruption a pour mission de,,:
- concevoir, élaborer et proposer au chef de l’État les stratégies et politiques à mettre en œuvre par les institutions de la République pour promouvoir la bonne gouvernance et lutter efficacement contre la corruption, le blanchiment des capitaux et le financement du terrorisme ;
- faire mener toutes les investigations, enquêtes, et instructions susceptibles d’identifier, interpeller et sanctionner toute personne  ou groupe de personnes, organisations, organismes, entreprises ou autres services impliqués dans les actes de corruption, de blanchiment des capitaux et de financement du terrorisme ;
- collaborer avec l’Inspection générale des finances, la cellule nationale de renseignements financiers et autres services de contrôle pour ouvrir des investigations préparatoires et préalables  à la saisine des instances judiciaires sur les dossiers  de corruption, de concussion, de détournement des deniers publics, de fraude, de blanchiment des capitaux et de financement du terrorisme lui soumis par le chef de l’État ou les dénonciateurs ;
- dresser  le monitoring des actes de corruption, de détournement des deniers publics, de blanchiment des capitaux et de financement du terrorisme ;
- proposer au chef de l’État les orientations et sanctions éventuelles à appliquer dans chaque cas ou circonstances conformément à la Constitution et aux lois de la République, en vue de faciliter la collaboration éventuelle avec les services classiques d’investigation.

## Qualité juridique
Certains membres des services l'Agence de prévention et de lutte contre la corruption seront revêtus de la qualité d’officier de police judiciaire à compétence générale en république démocratique du Congo. L'Agence de prévention et de lutte contre la corruption recourt aux services des magistrats du Parquet compétent et le cas échéant, au ministre de la Justice, pour tout acte de sa compétence touchant à la mise en œuvre de l’action publique.

## Direction
L'APLC est dirigée  par Thierry Mbulamoko nommé par ordonnance présidentielle signée le 26 mai 2021, remplaçant ainsi Ghislain Kikangala,,.

### Coordonnateurs
- Juin 2020 - juin 2021 : Me Ghislain Kikangala
- Depuis 26 mai 2021 : Thierry Mbulamoko

### Chargé(e)s de communication
- Juillet 2020 : Chouna Lomponda